# Архимандрит Исаија (Лукић)
Исаија (световно Игор Лукић; Вуковар, 24. јун 1978) православни је архимандрит и игуман Манастира Ритешића.

## Биографија

### Детињство
Игуман Исаија рођен је 24. јуна 1978. године у Вуковару. Крштено му име било Игор.
Основну школу завршио је у Негославцима, а 1992. године уписује Богословију Светог Арсенија у Сремским Карловцима.

### Монашки постриг
Као ученик петог разреда Богословије, 12. априла 1997. године, од стране блаженопочившег Епископа Лукијана Владулова, прима монашки чин у саборној цркви у Сремским Карловцима, добивши монашко име Исаија.
У истом храму, 13. априла 1997. године, рукоположен је у чин јерођакона. По завршетку Богословије уписује духовну академију у Москви 
коју завршава 2000. године.
Као сабрат Патријарашког двора у Даљу, 28. децембара 1997. године, у саборној цркви у Даљу рукоположен је у чин јеромонаха.
Године 2000. одлази у Грчку у на постдипломске студије Теолошког факултета у Солуну.
Боравећи у манастиру Свете мученице Теодоре у Солуну, јеромонах Исаија учи грчки језик, богослужи у грчким храмовима и стиче неопходно искуство потребно за касније послање у Цркви.
11. августа 2002. године одликован је чином протосинђела, а по повратку из Грчке, 1. маја 2004. године, постављен је на дужност душебрижника православних верника у Епархији осјечкопољској и барањској.

### Старешина Манастира Даљској Планини
За управитеља Манастира Успења Пресвете Богородице у Даљској планини постављен је 20. августа 2004. године. по потреби службе.
На дужности игумана остаје до 7. фебруара 2011.године, када добија канонски отпуст за Епархију браничевску.

### Старешина Манастира Ритешића
Благословом епископа зворничко-тузланскога Фотија Сладојевића старешина Манастира Ритешића постаје 13. фебруара 2020. године.